# Norfolk Heritage Park

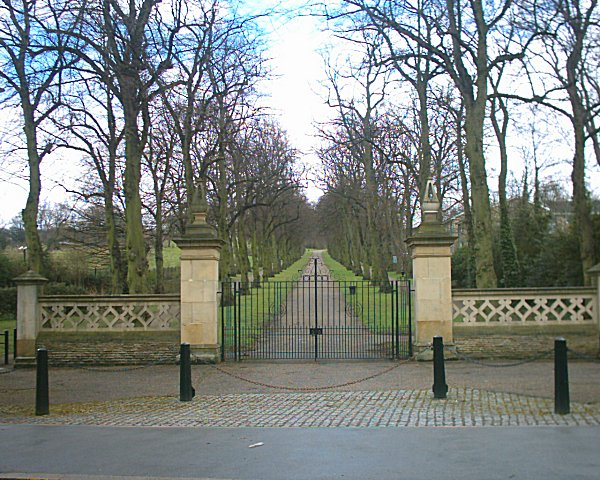
De ingang op Norfolk Park Road.

Norfolk Heritage Park is een park in het zuidoosten van de stad Sheffield, gelegen in de ward Arbourthorne. Het park werd aangelegd door de Hertog van Norfolk en staat sinds 1848 open voor het publiek, waardoor het een van de eerste openbare parken in het Verenigd Koninkrijk was. In 1994 werd het park op de Britse erfgoedlijst geplaatst, zodat Heritage aan de naam werd toegevoegd. Het heeft een oppervlakte van 28 hectare.

## Geschiedenis
Oorspronkelijk was Norfolk Park een domein met herten, in het persoonlijke eigendom van de hertog. Binnen in het park staat een triomfboog die aan de donatie in 1910 van het park aan het stadbestuur van Sheffield herinnert. Het park bezit drie hoofdingangen met een stenen gevel en stalen poort.
Koningin Victoria deed op 21 mei 1897 Sheffield aan, waarbij naar verluidt circa 200.000 gegadigden in Norfolk Park verzamelden. In de Victoriaanse periode beleefde de populariteit van het park haar hoogtepunt, maar ook in de 20ste eeuw werd het druk gefrequenteerd door wandelaars en sporters. In de jaren 50 werden een speelplaats voor kinderen en een voetbalterrein aangelegd. Het gebied Jarvis Lum werd in 1956 eveneens door het stadsbestuur aangekocht en aan het parkdomein toegevoegd; hier bevindt zich een kleine vallei met een waterval.
In de jaren 80 was het park evenwel in verval geraakt. Er bevond zich een oude kantine waarop in 1995 brandstichting werd gepleegd. Met de steun van het erfgoedfonds van de Britse loterij werd een nieuw paviljoen, The Centre in the Park, gebouwd, benevens nieuwe speelterreinen en een crèche. Sedert 2002 vindt in het park jaarlijks de Sheffield Fayre plaats, met gemiddeld 25.000 bezoekers het grootste gratis openluchtevenement in South Yorkshire. Op dit festival worden elke jaar meerdere reënactments van diverse historische gebeurtenissen en veldslagen gehouden.